# Campeonato Cearense de Futebol de 2013
O Campeonato Cearense de Futebol de 2013 foi a 99ª edição do torneio. A competição premiou os clubes com duas vagas para a Copa do Brasil de 2014, duas para a Copa do Nordeste de 2014 e uma para a Série D de 2013.
O Horizonte venceu a primeira fase e conquistou uma vaga na Copa do Brasil de 2014. O Maracanã-CE foi rebaixado com 3 rodadas de antecedência e o São Benedito, na rodada posterior. Os dois clubes estrearam na 1ª divisão neste ano. O Crato ficou em 7º lugar na 'Primeira Fase' e por isso encerrou a participação no Cearense 2013, já que apenas os 6 melhores passavam de fase.
Na 'Segunda Fase', o Ferroviário não repetiu as boas atuações da fase anterior e, faltando 4 rodadas para o fim, não tinha mais chances, matematicamente, de conseguir uma vaga na semifinal. Na rodada posterior foi a vez do Guarani de Juazeiro ser eliminado e a partir de então jogar apenas para cumprir tabela. Com a eliminação dos dois clubes, Horizonte e Tiradentes-CE disputaram a vaga na Série D de 2013 na última rodada, tendo o time da polícia militar vencido por 3 a 0 e conquistado a vaga na competição nacional. Icasa, Ceará, Fortaleza e Guarany de Sobral se classificaram para as semifinais.
Nas 'Semifinais', o Guarany de Sobral passou pelo Icasa, com placar agregado de 4 a 4, o Cacique passou por conta da regra do gol fora de casa. Na outra semifinal, Clássico-Rei, o Ceará passou com larga vantagem sobre o rival, Fortaleza, o placar agregado foi de 6 a 1.
Nas 'Finais', Ceará e Guarany de Sobral empataram o primeiro jogo da final de fronte a um Junco lotado, com mais de 8.000 pessoas. Para o segundo jogo da final, a torcida alvinegra lotou a Arena Castelão com mais de 50 mil pessoas e viu o alvinegro conquistar o tricampeonato empatando em 1 a 1 com o Guarany.

## Fórmula de disputa
Por estarem participando da Copa do Nordeste, Ceará e Fortaleza não disputam a primeira fase da competição, que será composta pelos outros nove clubes que se enfrentam em confrontos diretos, de "ida" e "volta", classificando-se para a segunda fase os seis primeiros colocados. O 1º colocado recebe dois pontos de bonificação e o 2º colocado recebe 1 ponto para a próxima fase. Os pontos conquistados nesta fase não influenciam na classificação geral. Na segunda fase, os seis clubes se juntam à Ceará e Fortaleza num octogonal, onde os clubes se enfrentam em confrontos diretos, de "ida" e "volta", classificando para as semifinais os quatro melhores. Nas semifinais, os jogos se dão por cruzamento olímpico (o 1° colocado enfrenta o 4° colocado e o 2° enfrenta o 3°), em dois jogos. Os vencedores se enfrentarão na final do campeonato, também em dois jogos.
O melhor classificado na primeira fase se junta ao campeão da competição na Copa do Brasil de 2014. Os dois finalistas ficam com as duas vagas para o Campeonato do Nordeste de Futebol de 2014. O clube melhor classificado na segunda fase, excluindo Ceará, Fortaleza, Icasa e Guarany de Sobral, fica com a vaga na Série D. 
Em 2013 serão rebaixados dois clubes, portanto, as equipes com piores rendimentos na primeira fase serão rebaixadas e deverão disputar a 2ª divisão do Campeonato Cearense de 2014.
Diferente dos anos anteriores, não teremos final do interior. A equipe melhor classificada, que residir fora da capital, será coroada como Campeã do Interior e para ela será entregue a Taça Padre Cícero de 2013.

## Primeira fase

### Classificação
| 1 | Horizonte           | 34 | 16 | 10 | 4 | 2 | 24 | 13 | +11 |
| 2 | Ferroviário         | 30 | 16 | 9  | 3 | 4 | 30 | 17 | +13 |
| 3 | Icasa               | 25 | 16 | 7  | 4 | 5 | 24 | 19 | +5  |
| 4 | Guarani de Juazeiro | 25 | 16 | 7  | 4 | 5 | 14 | 11 | +3  |
| 5 | Tiradentes-CE       | 22 | 16 | 6  | 4 | 6 | 23 | 20 | +3  |
| 6 | Guarany de Sobral   | 22 | 16 | 6  | 4 | 6 | 21 | 22 | -1  |
| 7 | Crato               | 15 | 16 | 3  | 6 | 7 | 20 | 24 | -4  |
| 8 | São Benedito        | 12 | 16 | 2  | 6 | 8 | 20 | 34 | -14 |
| 9 | Maracanã-CE         | 11 | 16 | 2  | 5 | 9 | 10 | 26 | -16 |

| Resultados          | Resultados | Resultados | Resultados | Resultados | Resultados | Resultados | Resultados | Resultados | Resultados |
|                     | CTO        | FER        | GJU        | GSO        | HOR        | ICA        | MAR        | SBN        | TIR        |
| ------------------- | ---------- | ---------- | ---------- | ---------- | ---------- | ---------- | ---------- | ---------- | ---------- |
| Crato               | —          | 0–1        | 0–2        | 2–2        | 2–2        | 3–0        | 2–0        | 3–1        | 2–2        |
| Ferroviário         | 1–0        | —          | 1–0        | 2–1        | 0–0        | 2–3        | 5–0        | 7–2        | 3–2        |
| Guarani de Juazeiro | 1–1        | 1–0        | —          | 0–0        | 0–1        | 1–0        | 1–0        | 1–0        | 0–2        |
| Guarany de Sobral   | 1–0        | 3–2        | 1–0        | —          | 1–2        | 1–0        | 0–1        | 3–0        | 3–3        |
| Horizonte           | 4–2        | 0–1        | 1–1        | 1–0        | —          | 4–1        | 1–0        | 3–2        | 0–1        |
| Icasa               | 1–0        | 1–1        | 2–2        | 6–1        | 0–1        | —          | 3–0        | 0–0        | 1–0        |
| Maracanã-CE         | 2–2        | 0–1        | 0–1        | 2–1        | 1–1        | 0–2        | —          | 1–1        | 0–0        |
| São Benedito        | 1–1        | 3–3        | 1–0        | 1–1        | 0–1        | 2–3        | 3–3        | —          | 1–0        |
| Tiradentes-CE       | 3–0        | 1–0        | 1–3        | 0–2        | 1–2        | 1–1        | 2–0        | 4–2        | —          |

|  |                                           |
|  | Zona de classificação para a segunda fase |
|  | Zona de rebaixamento à Série B            |

## Segunda fase

### Classificação
| 1 | Icasa               | 28 | 14 | 9 | 1 | 4  | 24 | 16 | +8  |
| 2 | Ceará               | 26 | 14 | 8 | 2 | 4  | 27 | 14 | +13 |
| 3 | Fortaleza           | 26 | 14 | 8 | 2 | 4  | 21 | 13 | +8  |
| 4 | Guarany de Sobral   | 22 | 14 | 7 | 1 | 6  | 21 | 19 | +2  |
| 5 | Tiradentes-CE       | 22 | 14 | 6 | 4 | 4  | 21 | 21 | 0   |
| 6 | Horizonte           | 21 | 14 | 5 | 4 | 5  | 18 | 17 | +1  |
| 7 | Guarani de Juazeiro | 9  | 14 | 3 | 0 | 11 | 13 | 31 | -18 |
| 8 | Ferroviário         | 9  | 14 | 2 | 2 | 10 | 10 | 24 | -14 |

| Resultados          | Resultados | Resultados | Resultados | Resultados | Resultados | Resultados | Resultados | Resultados |
|                     | CEA        | FER        | FOR        | GJU        | GSO        | HOR        | ICA        | TIR        |
| ------------------- | ---------- | ---------- | ---------- | ---------- | ---------- | ---------- | ---------- | ---------- |
| Ceará               | —          | 1–0        | 2–0        | 4–1        | 1–2        | 0–0        | 3–1        | 2–2        |
| Ferroviário         | 0–2        | —          | 2–2        | 2–1        | 1–2        | 1–4        | 2–4        | 0–1        |
| Fortaleza           | 0–1        | 1–0        | —          | 1–2        | 2–1        | 1–0        | 3–0        | 2–2        |
| Guarani de Juazeiro | 3–2        | 0–1        | 2–1        | —          | W.O.       | 0–1        | 0–3        | 1–2        |
| Guarany de Sobral   | 3–2        | 3–0        | 0–1        | 2–1        | —          | 1–3        | 0–1        | 1–0        |
| Horizonte           | 0–3        | 1–0        | 1–2        | 3–0        | 2–2        | —          | 0–1        | 2–2        |
| Icasa               | 2–0        | 1–0        | 0–2        | 4–2        | 2–0        | 2–1        | —          | 3–0        |
| Tiradentes-CE       | 0–4        | 1–1        | 0–3        | 2–0        | 3–1        | 3–0        | 3–1        | —          |

|  |                                    |
|  | Zona de classificação à fase final |

*Horizonte ganhou 2 pontos por ter terminado a primeira fase em 1º lugar e o Ferroviário ganhou 1 ponto por terminar em 2º lugar.

## Fase final
|  | Semifinais             | Semifinais | Semifinais | Semifinais |   |                   | Final | Final | Final | Final |
|  |                        |            |            |            |   |                   |       |       |       |       |
|  | Icasa                  | 0          | 4          | 4          |   |                   |       |       |       |       |
|  | Guarany de Sobral (gf) | 3          | 1          | 4          |   |                   |       |       |       |       |
|  | Guarany de Sobral (gf) | 3          | 1          | 4          |   | Guarany de Sobral | 1     | 1     | 2     |       |
|  |                        |            |            |            |   | Guarany de Sobral | 1     | 1     | 2     |       |
|  |                        | Ceará      | 1          | 1          | 2 |                   |       |       |       |       |
|  | Ceará                  | Ceará      | 1          | 1          | 2 | 3                 | 3     | 6     |       |       |
|  | Ceará                  |            |            |            |   | 3                 | 3     | 6     |       |       |
|  | Fortaleza              | 0          | 1          | 1          |   |                   |       |       |       |       |

## Taça Padre Cícero

### Premiação
| Taça Padre Cícero de 2013             |
| Sobral                                |
| ------------------------------------- |
| Guarany de Sobral Campeão (1º título) |

## Maiores públicos
Esses foram os maiores públicos do Campeonato:

## Estatísticas de Público

### Média de público
A média de público considera apenas os jogos da equipe como mandante.
| Nº | Time                   | Total   | Jogos     | Média  |
| -- | ---------------------- | ------- | --------- | ------ |
| 1  | Ceará                  | 109.066 | 9 jogos   | 12.118 |
| 2  | Fortaleza              | 49.301  | 8 jogos   | 6.163  |
| —  | Camp. Cearense de 2013 | 270.075 | 134 jogos | 2.016  |
| 3  | Icasa                  | 29.575  | 16 jogos  | 1.848  |
| 4  | Guarany de Sobral      | 28.981  | 17 jogos  | 1.705  |
| 5  | Ferroviário            | 19.773  | 15 jogos  | 1.318  |
| 6  | Horizonte              | 9.473   | 15 jogos  | 632    |
| 7  | Guarani de Juazeiro    | 10.423  | 15 jogos  | 695    |
| 8  | São Benedito           | 3.456   | 8 jogos   | 432    |
| 9  | Tiradentes-CE          | 4.998   | 15 jogos  | 333    |
| 10 | Crato                  | 3.092   | 8 jogos   | 387    |
| 11 | Maracanã-CE            | 1.911   | 8 jogos   | 239    |

| Maior média de público do Cearense 2013 |
| Fortaleza                               |
| --------------------------------------- |
| CEARÁ Quinto ano seguido (15ª vez)      |

- i. ^ Considera-se apenas o público pagante

## Premiação
| Copa do Brasil de 2014: | Copa do Nordeste de 2014: | Série D de 2013:                |
| ----------------------- | ------------------------- | ------------------------------- |
| Ceará Sporting Club     | Ceará Sporting Club       | Associação Esportiva Tiradentes |
| Horizonte Futebol Clube | Guarany de Sobral         |                                 |

## Premiação (Troféu Verdes Mares)
- Craque do Campeonato: Magno Alves (Ceará)

- Craque da Galera: Magno Alves (Ceará)

- Seleção do campeonato:
  - Goleiro: Fernando Henrique (Ceará)
  - Zagueiros: Júnior Alves (Guarany de Sobral) e Rafael Vaz (Ceará)
  - Laterais: Vicente (Ceará) e Everton (Ferroviário)
  - Volantes: Marcinho Guerreiro (Guarany de Sobral) e João Marcos (Ceará)
  - Meio-campistas: Chapinha (Icasa) e Ricardinho (Ceará)
  - Atacantes: Magno Alves (Ceará) e Assisinho (Fortaleza)

- Artilheiro: Giancarlo (Ferroviário)

- Melhor técnico: Argeu dos Santos (Guarany de Sobral)

- Melhor árbitro: Almeida Filho

- Melhor assistente (árbitro): Thiago Brígido

- Goleiro menos vazado: Fernando Henrique (Ceará)

- Revelação: Fernando Sobral (Guarany de Sobral)

- Homenageado: Hamilton Rocha